# Allobates zaparo
Espèce
Synonymes
- Phyllobates zaparo Silverstone, 1976
- Dendrobates zaparo (Silverstone, 1976)

Statut de conservation UICN

 LC  : Préoccupation mineure
Statut CITES
Allobates zaparo est une espèce d'amphibiens de la famille des Aromobatidae.

## Répartition
Cette espèce se rencontre dans les provinces de Napo, d'Orellana et de Pastaza en Équateur et à la frontière dans la région de Loreto au Pérou.

## Étymologie
Cette espèce est nommée en l'honneur des Zápara.

## Publication originale
- Silverstone, 1976 : A revision of the poison arrow frogs of the genus Phyllobates Bibron in Sagra (Family Dendrobatidae). Natural History Museum of Los Angeles County Science Bulletin, vol. 27, p. 1-53 (texte intégral).